# Gentsevaart
De Gentsevaart was onderdeel van een waterweg tussen Gent en Hulst. Zij werd voornamelijk gebruikt voor het transport van turf. Deze turf werd gewonnen in de veengebieden ten oosten van Hulst.
De Gentsevaart liep ten zuiden van Hulst tussen de Clingepolder aan de oostzijde en de Absdalepolder aan de westzijde naar Sint Jansteen en Kapellebrug. In Kapellebrug lag over de vaart een brug. De brug lag ter hoogte van de toenmalige Kapel Onze Lieve Vrouw ter Eecken. Het dorp Kapellebrug heeft hier zijn naam aan te danken. Vanaf de kapel liep het kanaal richting Stekene, waar het aansloot op de Moervaart waarover Gent bereikt kon worden.
De huidige Stekense Vaart in nog het enige overblijfsel van de Gentsevaart. Het overige gedeelte (van Kemzeke tot Hulst) werd gedempt en vormt nu de gewestweg N403 in België en de rijksweg 60 in Nederland. 
De naam Gentse Vaart wordt ook wel gebruikt om andere waterwegen naar Gent aan te duiden zoals de Sassevaart en het Kanaal Gent-Brugge.